# 野球フランス代表
野球フランス代表（やきゅうフランスだいひょう）は、フランスにおける野球のナショナルチームである。WBSCヨーロッパに所属。WBSC世界ランキングは22位（2023年8月15日発表時点）。

## 概説
1989年から1995年まで阪神タイガースの吉田義男が監督を務めていたことで知られる。1989年には元南海ホークスの新山彰忠が、1991年から1994年にかけては吉田の元チームメイトである三宅秀史が、1994年には元ロッテオリオンズの山内一弘がコーチを務めていた。
1991年には、IBAFインターコンチネンタルカップに初出場。結果は最下位であった。
1999年の欧州野球選手権では3位となり、これが同大会における歴代最高の成績である。
2007年の北京五輪の野球のプレ五輪では日本代表と2度対戦、1回目は延長戦で競り負け、2回目は4-9で敗退した。3位決定戦でチェコを倒し、3位で大会を終えた。
2012年の第3回WBC予選に参加したが、スペインと南アフリカ共和国に連敗して敗退となった。予選終了後、 元メジャーリーガーのフランス系カナダ人であるエリック・ガニエが監督に就任した。
2014年の第1回フランス国際野球大会では、日本の西濃運輸を破って1次リーグを全勝する活躍を見せる。なお決勝では予選リーグ2勝1敗のオランダに3-2と惜敗し、準優勝となった。
2015年には、夏季ユニバーシアードに参加した。
2016年の第4回WBC予選3組に出場した。敗者復活1回戦でスペインに勝利し、予選初勝利をあげた。しかし敗者復活2回戦でパナマに敗れ予選敗退した。
2022年の第5回WBC予選A組に出場したが、イギリス、チェコに連敗して敗退した。

## 国際大会の成績

### ワールド・ベースボール・クラシック
| 回 | 年   | 開催地                                                                       | 順位     |
| -- | ---- | ---------------------------------------------------------------------------- | -------- |
| 1  | 2006 | アメリカ合衆国の旗 · 日本の旗 · プエルトリコの旗                             | 不参加   |
| 2  | 2009 | アメリカ合衆国の旗 · 日本の旗 · プエルトリコの旗 · メキシコの旗 · カナダの旗 | 不参加   |
| 3  | 2013 | アメリカ合衆国の旗 · 日本の旗 · プエルトリコの旗 · 中華民国の旗              | 予選敗退 |
| 4  | 2017 | アメリカ合衆国の旗 · 日本の旗 · 大韓民国の旗 · メキシコの旗                  | 予選敗退 |
| 5  | 2023 | アメリカ合衆国の旗 · 日本の旗 · 中華民国の旗                                 | 予選敗退 |

### オリンピック
| 回 | 年   | 開催地     | 順位     |
| -- | ---- | ---------- | -------- |
| 26 | 1992 | バルセロナ | 予選敗退 |
| 27 | 1996 | アトランタ | 予選敗退 |
| 28 | 2000 | シドニー   | 予選敗退 |
| 29 | 2004 | アテネ     | 予選敗退 |
| 30 | 2008 | 北京       | 予選敗退 |
| 33 | 2021 | 東京       | 予選敗退 |

### WBSCプレミア12
| 回 | 年   | 開催地                                                | 順位                                     |
| -- | ---- | ----------------------------------------------------- | ---------------------------------------- |
| 1  | 2015 | 日本の旗 · 中華民国の旗                               | 参加資格無し（世界ランキング27位のため） |
| 2  | 2019 | 日本の旗 · 中華民国の旗 · 大韓民国の旗 · メキシコの旗 | 参加資格無し（世界ランキング25位のため） |
| 3  | 2024 | 日本の旗 · 中華民国の旗 · メキシコの旗                | 参加資格無し                             |

### 欧州野球選手権[1]
- 1954年 - 不参加
- 1955年 - 5位
- 1956年 - 不参加
- 1957年 - 不参加
- 1958年 - 6位
- 1960年 - 不参加
- 1962年 - 6位
- 1964年 - 5位
- 1965年 - 不参加
- 1967年 - 不参加
- 1969年 - 7位
- 1971年 - 9位
- 1973年 - 6位
- 1975年 - 6位
- 1977年 - 不参加
- 1979年 - 不参加
- 1981年 - 不参加
- 1983年 - 6位
- 1985年 - 不参加
- 1987年 - 6位
- 1989年 - 5位
- 1991年 - 4位
- 1993年 - 4位
- 1995年 - 5位
- 1997年 - 5位
- 1999年 - 3位
- 2001年 - 4位
- 2003年 - 7位
- 2005年 - 6位
- 2007年 - 5位
- 2010年 - 6位
- 2012年 - 8位
- 2014年 - 5位
- 2016年 - 7位
- 2019年 - 7位
- 2021年 - 15位

### ワールドカップ[2]
- 1994年 - 16位
- 2001年 - 15位
- 2003年 - 15位

### インターコンチネンタルカップ[2]
- 1991年 - 10位
- 1993年 - 10位
- 1997年 - 7位

### フランス国際野球大会
- 2014年 - 準優勝
- 2016年 - 3位

## 歴代監督
- 吉田義男 (1989 - 1995)
- ジム・ストッケル（2013ワールド・ベースボール・クラシック、元野球オランダ代表監督）
- エリック・ガニエ (2013 - 2022)
- ブルース・ボウチー (2022 - )

## 代表選手
- 2013 ワールド・ベースボール・クラシック・フランス代表
- 2014年フランス国際野球大会フランス代表
- 2014年ヨーロッパ野球選手権大会フランス代表
- 2015年夏季ユニバーシアード野球フランス代表
- 2016年フランス国際野球大会フランス代表
- 2017 ワールド・ベースボール・クラシック・フランス代表
- 2023 ワールド・ベースボール・クラシック・フランス代表